# Montes Sangre de Cristo
Os Montes Sangre de Cristo (em espanhol significa Sangue de Cristo) são a subcordilheira mais meridional das Montanhas Rochosas.
Ficam no sul do Colorado e norte do Novo México, nos Estados Unidos. Esta subcordilheira situa-se entre o passo Poncha no Colorado Centro-Sul, segue as direções sul e sudeste, e termina no passo Glorieta, a sudeste de Santa Fe.
Esta cordilheira tem uma série de montanhas que excedem os 14000 pés (4267 m) de altitude no Colorado, e alguns no Novo México que excedem os 13000 pés (3962 m).
O nome da cordilheira terá origem na cor das montanhas na aurora e pôr-do-sol, especialmente quando as montanhas estão cobertas por neve, o fenómeno ótico conhecido por Alpenglühen.

## Picos proeminentes e subcordilheiras
Os Montes Sangre de Cristo estão divididos em várias subcordilheiras, aqui descritas de norte para sul. A utilização dos termos "Cordilheira Sangre de Cristo" e "Montes [Montanhas] Sangre de Cristo" é inconsistente e pode referir-se a todas as montanhas, apenas à subcordilheira sul ou apenas à subcordilheira norte.
| Classificação | Cume                       | Subcordilheira               | Altitude (m) | Proeminência (m) | Isolamento (km) |
| ------------- | -------------------------- | ---------------------------- | ------------ | ---------------- | --------------- |
| 1             | Pico Blanca                | Sierra Blanca                | 4 374        | 1 623            | 166             |
| 2             | Pico Crestone              | Crestones                    | 4 359        | 1 388            | 44              |
| 3             | Pico Culebra               | Sierra de la Culebra         | 4 283        | 1 471            | 57              |
| 4             | Picos Espanhóis Ocidentais | Picos Españoles              | 4 155        | 1 123            | 33              |
| 5             | Monte Herard               | Cordilheira Sangre de Cristo | 4 062        | 622              | 7,5             |
| 6             | Pico Wheeler               | Sierra de Taos               | 4 013        | 1 039            | 60              |
| 7             | Pico Bushnell              | Cordilheira Sangre de Cristo | 3 996        | 733              | 60              |
| 8             | Pico Truchas               | Serra de Santa Fe            | 3 995        | 1 220            | 68              |
| 9             | Pico Venado                | Serra de Taos                | 3 883        | 900              | 19              |
| 10            | Pico Espanhol Oriental     | Picos Espanhóis              | 3 867        | 726              | 6,8             |
| 11            | Santa Fe Baldy             | Serra de la Santa Fe         | 3 850        | 610              | 18              |
| 12            | Monte Baldy                | Serra de Cimarrón            | 3 793        | 823              | 18              |
| 13            | Monte Greenhorn            | Montanhas Wet                | 3 765        | 1 151            | 43              |
| 14            | Monte Zwischen             | Cordilheira Sangre de Cristo | 3 661        | 691              | 7,3             |
| 15            | Cerro Vista                | Cerro Vista                  | 3 640        | 768              | 23              |
| 16            | Monte Clear Creek          | Serra de Cimarrón            | 3 580        | 890              | 12              |
| 17            | Monte Mestas               | Serra Blanca                 | 3 528        | 679              | 26              |
| 18            | Iron Mountain              | Serra Blanca                 | 3 480        | 595              | 11              |

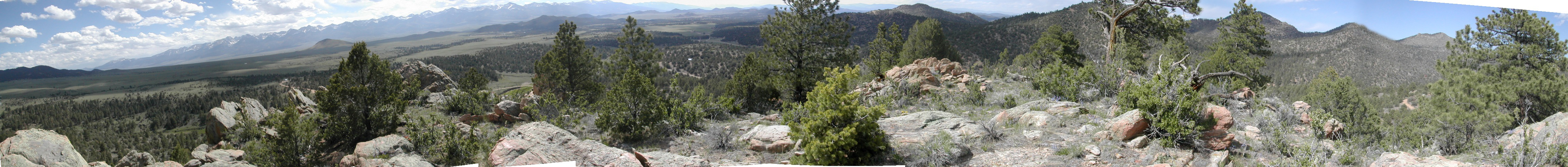
Vista panorâmica do norte da serra Sangre de Cristo a partir de Westcliffe (Colorado)
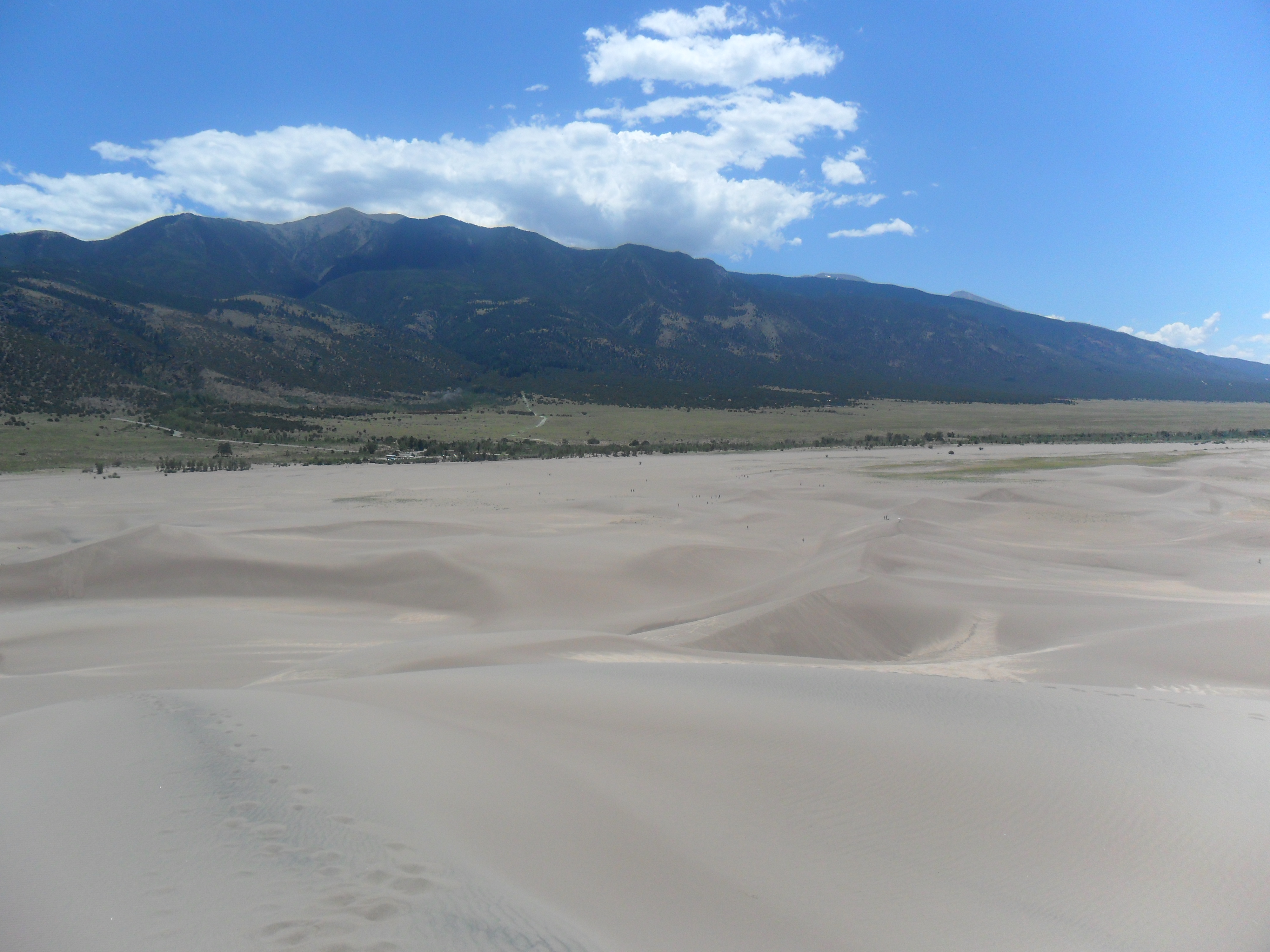
Vista da serra Sangre de Cristo a partir do Great Sand Dunes National Park (Colorado)
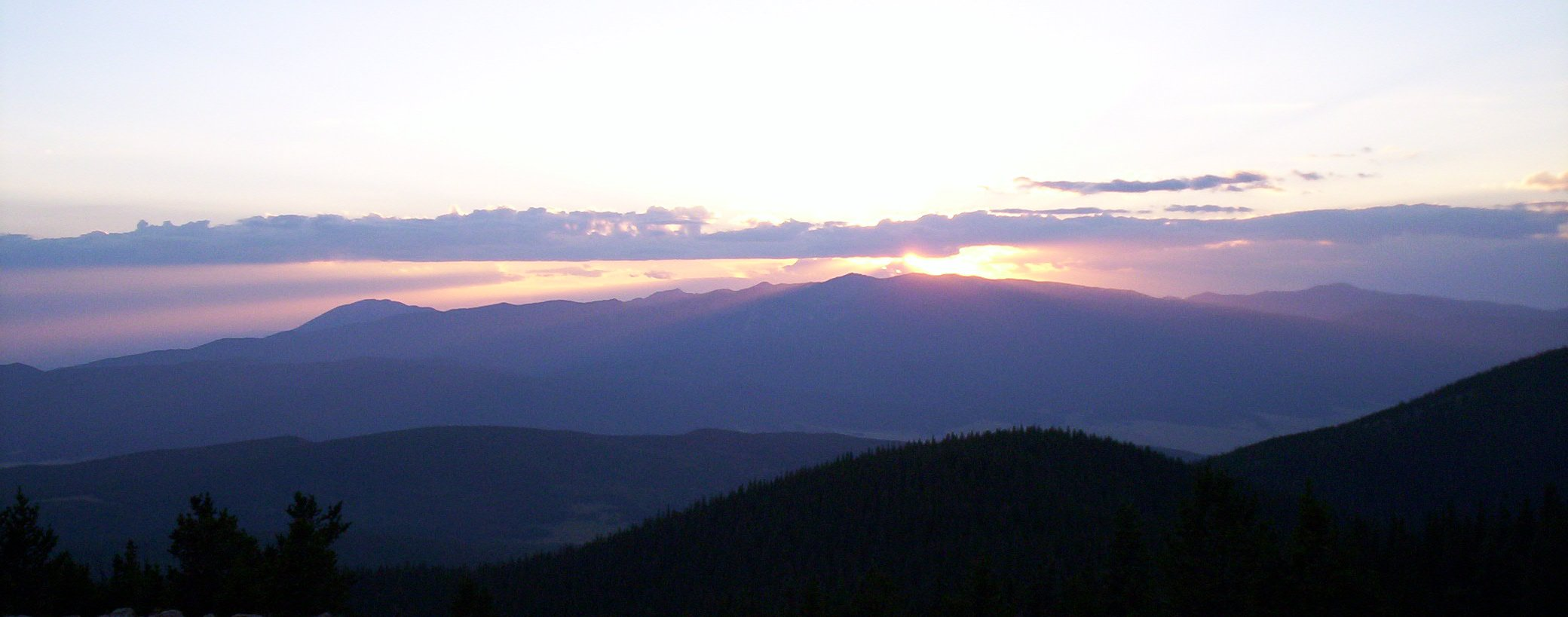
Fim de tarde sobre o monte Wheeler na serra Sangre de Cristo